# أماندا لامب
أماندا لامب (بالإنجليزية: Amanda Lamb)‏ هي عارضة ومقدمة تلفزيونية بريطانية، ولدت في 19 يوليو 1972 في بورتسموث في المملكة المتحدة.

## وصلات خارجية
- أماندا لامب على موقع IMDb (الإنجليزية)
- أماندا لامب على موقع قاعدة بيانات الفيلم (الإنجليزية)